# Oberilm

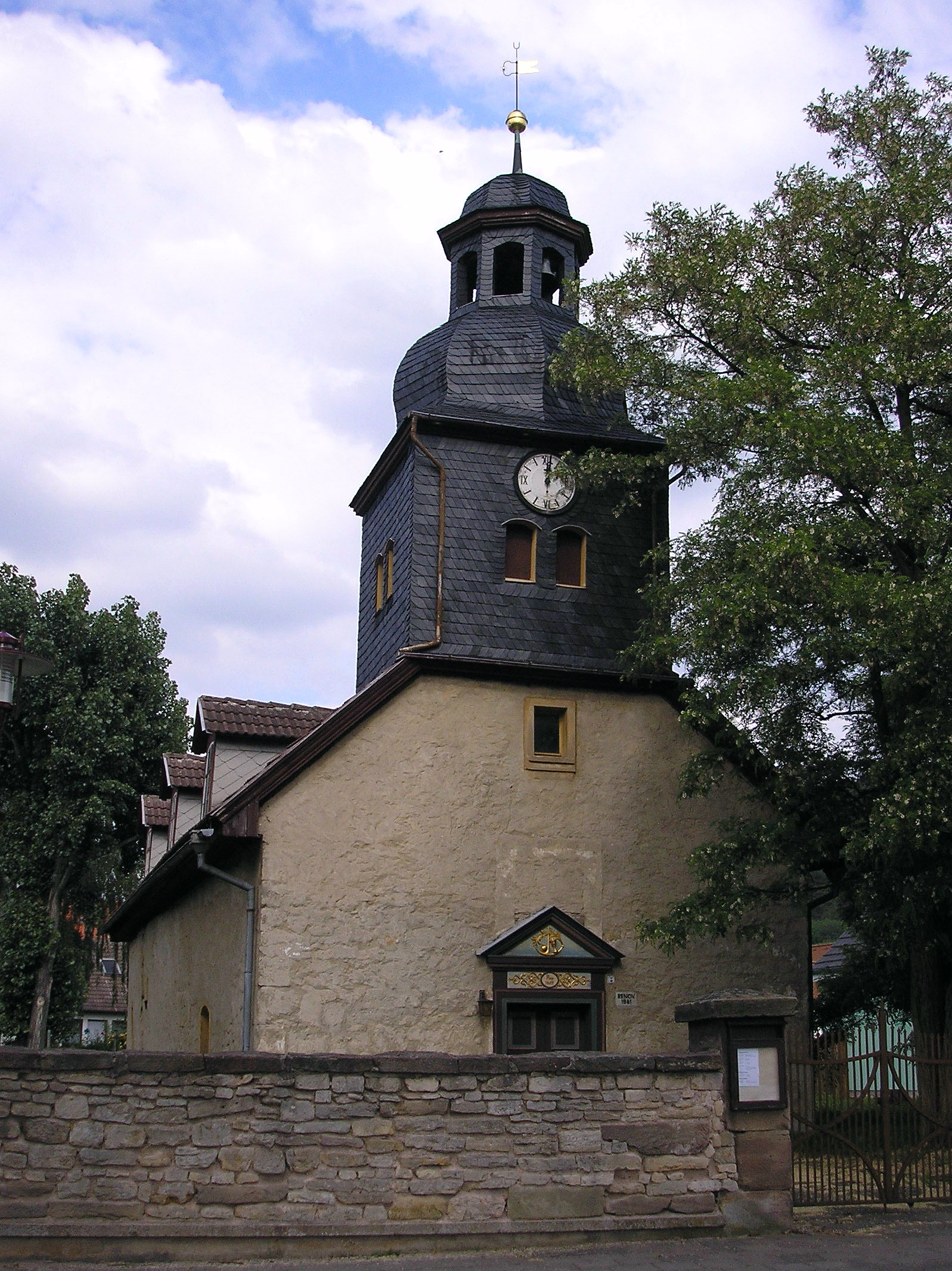
Dorfkirche

Oberilm ist ein Stadtteil von Stadtilm im Ilm-Kreis im zentralen Thüringen.

## Lage
Oberilm liegt im Tal der Ilm und ist durch das Stadtilmer Viadukt, eine große Eisenbahnbrücke der Bahnstrecke Arnstadt–Saalfeld, von der übrigen Stadt getrennt. Der Dorfkern liegt im Bereich der Hauptstraße auf der rechten Seite des Flusses, während das Stadtilmer Zentrum flussabwärts links der Ilm gelegen ist.

## Geschichte
Oberilm wurde 1280 erstmals urkundlich erwähnt und lag seit jeher im engeren Einzugsbereich Stadtilms, mit dem es gemeinsam zur Grafschaft Schwarzburg und später zum Fürstentum Schwarzburg-Rudolstadt (Oberherrschaft) gehörte. Nach der Gründung des Landes Thüringen fand 1922 eine erste Kommunalreform statt, in deren Rahmen der Ort zum ersten Mal nach Stadtilm eingemeindet wurde. Schon im frühen 20. Jahrhundert wurde die Uferstraße zwischen Stadtilm und Oberilm bebaut, sodass beide Orte zusammenwuchsen. In der frühen DDR-Zeit sowie kurz nach der Wiedervereinigung entstanden östlich des Dorfkerns einige Mietshäuser. Südwestlich wurde in der zweiten Hälfte des 20. Jahrhunderts eine kleine Eigenheimsiedlung angelegt. Durch den Ortskern führt der Ilmtal-Radweg, während die Landesstraße 3087 (Ilmenau–Bad Berka, ein früheres Teilstück der B 87) über eine Umgehungsstraße nordwestlich an Oberilm vorbei führt.
Am 1. Juli 1950 wurde Oberilm zum zweiten Mal nach Stadtilm eingemeindet.
Die evangelische Dorfkirche von Oberilm ersetzte im 16. Jahrhundert einen romanischen Vorgängerbau und wurde später mehrfach umgestaltet. Es handelt sich um eine kleine Saalkirche mit verschiefertem Dachreiter an der Westseite. Die Empore der Kirche verläuft an allen vier Seiten, wobei über dem Altar die Kanzel von 1819 aus ihr hervortritt.
Südlich von Oberilm liegt das technische Denkmal Saline Oberilm. Hier wurde von 1905 bis zur Stilllegung am 15. Januar 1999 Steinsalz produziert.

## Wirtschaft
In Oberilm befinden sich der Bahnhof und das Freibad von Stadtilm sowie ein kleines Gewerbegebiet, in dem der Waschmittelproduzent domal wittol (der ehemaligen VEB Fettchemie Karl-Marx-Stadt) mit etwa 110 Mitarbeitern und die Thüringer Weinkellerei Stadtilm ansässig sind.